# Callochiton vanninii
Callochiton vanninii är en blötdjursart som beskrevs av Ferreira 1983. Callochiton vanninii ingår i släktet Callochiton och familjen Ischnochitonidae. Inga underarter finns listade i Catalogue of Life.